# Rózin
Rózin – osada leśna w Polsce położona w województwie mazowieckim, w powiecie warszawskim zachodnim, w gminie Leszno.
Osada powiązana historycznie z niedaleką wsią Zaborówek oraz rodziny Wodzińskich posiadającej tam majątek ziemski. Prawdopodobnie nazwa osady leśnej wzięła się od Róży Wodzińskiej na cześć której sady i ziemie uprawne w środku lasu niedaleko Zaborówka nazwano Rózinem.
Po drugiej wojnie światowej osada stała się siedzibą lokalnego leśnictwa z podległością w Izabelinie i wyposażeniem w radiostację oraz telefon.
Obok funkcjonowała także gajówka w rejonie Zielonej Karczmy na drodze pomiędzy Rózinem a Zaborówkiem.